# La Hiniesta
La Hiniesta är en ort i Spanien.   Den ligger i provinsen Provincia de Zamora och regionen Kastilien och Leon, i den centrala delen av landet, 210 km nordväst om huvudstaden Madrid. La Hiniesta ligger 700 meter över havet och antalet invånare är 356.
Terrängen runt La Hiniesta är platt. Runt La Hiniesta är det ganska glesbefolkat, med 24 invånare per kvadratkilometer. Närmaste större samhälle är Zamora, 6,8 km sydost om La Hiniesta. Trakten runt La Hiniesta består till största delen av jordbruksmark.